# Euthalia suddhodana
Euthalia suddhodana är en fjärilsart som beskrevs av Hans Fruhstorfer 1913. Euthalia suddhodana ingår i släktet Euthalia och familjen praktfjärilar. Inga underarter finns listade i Catalogue of Life.